# Jásd
Jásd [jášt] (slovensky Jášč) je obec v Maďarsku v župě Veszprém, spadající pod okres Várpalota. Nachází se asi 15 km severozápadně od Várpaloty. V roce 2015 zde žilo 721 obyvatel. Dle údajů z roku 2011 tvoří 90,9 % obyvatelstva Maďaři, 5,8 % Slováci a 0,7 % Němci, přičemž 9,1 % obyvatel se ke své národnosti nevyjádřilo.

## Sousední obce
| Růžice kompasu |            | Csetény | Szápár        | Růžice kompasu |
| Růžice kompasu | Bakonynána | Sever   | Bakonycsernye | Růžice kompasu |
| Růžice kompasu | Bakonynána | Jásd    | Bakonycsernye | Růžice kompasu |
| Růžice kompasu | Bakonynána | Jih     | Bakonycsernye | Růžice kompasu |
| Růžice kompasu | Tés        |         |               | Růžice kompasu |